# 佐伯ゆきな
佐伯 ゆきな（さえき ゆきな、1993年8月24日 - ）は、日本のAV女優。ティーパワーズ所属。

## 略歴・人物
東京都出身。2014年6月6日、デビューした巨乳AV女優。
同年6月より「h.m.p」の専属女優となった。11月より「E-BODY」に専属移籍した。
趣味: 読書、特技: 料理。

## 出演作品

### アダルトDVD

#### 【修正】
2014年
- 【HODV-20978】撮影開始3分で10回以上連続イキ！！！！！身長175cm・Gカップの感じ過ぎる新人デビュー！ 佐伯ゆきな（6月6日、h.m.p）
- 【HODV-20986】感じ過ぎる美尻。丁寧過ぎるフェラ。イキすぎるオ○○コ。 佐伯ゆきな（7月4日、h.m.p）
- 【HODV-20993】Gカップモデル体型美女をデカチンでしつこいくらいイカせまくり！ 佐伯ゆきな（8月1日、h.m.p）
- 【HODV-21002】美脚OLガニ股下品セックス 佐伯ゆきな（9月5日、h.m.p）
- 【EBOD-416】はじめての中出し性交 佐伯ゆきな（11月13日、E-BODY）
- 【HODV-21027】佐伯ゆきなベスト４時間（12月5日、h.m.p）

2015年
- 【HODV-21062】美人OL社内恋愛SEX事情 4時間（4月3日、h.m.p）
- 【SHKD-614】囲われた新人モデル 性虐コレクション5 佐伯ゆきな・美神あや（5月7日、アタッカーズ）共演: 美神あや
- 【SHKD-619】被虐のレースクィーン2 佐伯ゆきな（6月7日、アタッカーズ）
- 【RBD-694】奴隷ソープに堕とされた人妻13 佐伯ゆきな（7月7日、アタッカーズ）
- 【SHKD-648】新人ルポライター 都市伝説になった女 佐伯ゆきな（11月7日、アタッカーズ）

#### 【無修正】
2015年
- 【CWPBD-123】キャットウォーク ポイズン 123 なまイキ！ : 佐伯ゆきな（4月7日、キャットウォーク）
- 【MKBD-S99】KIRARI 99 佐伯ゆきなと素人コイオチ散歩 : 佐伯ゆきな（5月11日、ムゲンエンターテインメント）

### ヌードイメージDVD
2014年
- 【GSHRB-046】初裸 virgin nude 佐伯ゆきな（6月5日、レベッカ(REbecca)）

2015年
- 【VIRN-010】敏感美女、エロス解放！ 佐伯ゆきな（1月28日、INTEC inc / Virginity）

### 写真集
2015年
- 佐伯ゆきな-Gカップ巨乳美女- h.m.p
- A級保存★グラビアクイーン 佐伯ゆきな-妄想コスプレガール（6月19日、五百十）